# Val-d'Auzon
Val-d'Auzon är en kommun i departementet Aube i regionen Grand Est (tidigare regionen Champagne-Ardenne) i nordöstra Frankrike. Kommunen ligger  i kantonen Piney som ligger i arrondissementet Troyes. År 2022 hade Val-d'Auzon 364 invånare.

## Befolkningsutveckling
Antalet invånare i kommunen Val-d'Auzon
Referens: INSEE